# Discusiones (revista)
Discusiones es una revista argentina dedicada al análisis de problemas de teoría del derecho, ética, filosofía política y social; es editada en español por la editorial de la Universidad Nacional del Sur (ediUNS) de Argentina.  Publica dos números por año, en junio y diciembre, en versión impresa y digital.  La revista lleva editados 27 números hasta el año 2021. 

## Historia
En el año 2000 Pablo Navarro, Andrés Bouzat y Luis Esandi crean la revista que edita un único número anual hasta el 2012. A partir de ese año Hernán Bouvier asume la dirección y la revista pasa a tener dos tiradas por año y suma las secciones Cortes, Libros y Balance. En el año 2019 Federico Arena se incorpora como director.

## Contenido
Cada número de la revista consta de cuatro secciones: la sección principal dedicada a la discusión de un trabajo central, seguido por una serie de comentarios críticos y una réplica por parte del autor/a del trabajo principal. La sección Discusiones Cortes destinada a discutir críticamente tanto un fallo o línea jurisprudencial de alguna Corte o Tribunal de relevancia, como cuestiones relativas al diseño institucional del Poder Judicial. La sección Discusiones Libros alberga trabajos que discutan una idea central presente en un libro o conjunto de artículos considerados clásicos o de reciente aparición. Por último, la sección Discusiones Balance retoma discusiones que hayan tenido lugar en esta revista o en otras sedes, intentando proyectarlas hacia el futuro. Todos los textos publicados en cada una de las secciones deben reflejar conocimiento original e inédito. Para publicar en Discusiones no es necesario pertenecer a la entidad editora. Los artículo son sometidos a referato doble ciego por pares evaluadores.  
Los números de la revista han tratado sobre justicia constitucional, inconstitucionalidad de las normas, prueba, razones, normas, coherencia del derecho, escepticismo en la interpretación de las normas, práctica social, ignorancia deliberada, entre otros. 

Revista Discusiones Número IX

## Dirección y Equipo editorial

### Dirección
- 2000-2011: Pablo Navarro (CONICET)

- 2012-2019: Hernán G. Bouvier (Universidad Nacional de Córdoba- CONICET).

- 2019-actualidad: Federico José Arena (CONICET)

### Secretaría de Redacción
- 2000-2014: Inés Álvarez (Universidad Nacional del Sur)
- 2015-2020: Daniela Domeniconi y Samanta Funes (Universidad Nacional de Córdoba).
- 2020-2023: Daniela Domeniconi (Universidad Nacional de Córdoba) y Sofía Pezzano (CONICET)
- 2023-actualidad: Sofía Pezzano (CONICET) y Catalina Tassin Wallace (CONICET)

### Equipo editorial

#### Del año 2000 al 2011
Consejo Asesor
- Aguiló, Josep (Universidad de ALicante)
- Álvarez, Silvina (Universidad de Castilla-La Mancha)
- Bayón, Juan Carlos (Universidad Autónoma de Madrid)
- Bouzat, Andrés (Universidad Nacional del Sur, Argentina)
- Chiassoni, Pierluigi (Universidad de Génova)
- Cruz Parcero, Juan Antonio (Universidad Nacional Autónoma de México)
- Esandi, Luis M. (Universidad Nacional del Sur, Argentina)
- Gargarella, Roberto (Universidad Di Tella, Argentina)
- González Lagier, Daniel (Universidad Católica de Paraguay)
- Mazzarese, Tecla (Universidad de Brescia)
- Mendonca, Daniel (Universidad Católica de Paraguay)
- Orunesu, Claudina (Universidad Nacional de Mar del Plata)
- Redondo, Cristina (Conicet, Argentina)
- Rivera López, Eduardo (Universidad Di Tella, Argentina)
- Rodríguez, Jorge (Universidad Nacional de Mar del Plata)
- Rosenkrantz, Carlos (Universidad de Buenos Aires)
- Venier, Carlos (Universidad de Buenos Aires)

#### Del año 2012 al 2019
Consejo Asesor
- Macario Alemany (Universidad de Alicante, España)
- Federico Arena (Universidad Bocconi, Milán, Italia)
- Andrés Bouzat (Universidad Nacional del Sur, Bahía Blanca)
- Damiano Canale (Universidad Bocconi, Milán, Italia)
- Laura Clérico (Universidad de Buenos Aires, CONICET)
- Sebastián Elías (Universidad de San Andrés, Buenos Aires)
- Rafael Escudero Alday (Universidad Carlos III, Madrid, España)
- Horacio Etchichury (Universidad Nacional de Córdoba, CONICET)
- Paula Gaido (Universidad Nacional de Córdoba, CONICET)
- Paul Hathazy (Universidad de Berkeley, Estados Unidos)
- Giulio Itzcovich (Universidad de Brescia, Italia)
- Juan Iosa (Universidad Nacional de Córdoba, CONICET)
- Matías Irigoyen Testa (Universidad Nacional del Sur, Bahía Blanca)
- Guillermo Lariguet (Universidad Nacional de Córdoba, CONICET)
- Laura Manrique (CONICET)
- Giorgio Maniaci (Universidad de Palermo, Italia)
- Diego Papayannis (Universidad de Girona, Cataluña, España)
- José Peralta (Universidad Nacional de Córdoba, CONICET)
- Francesca Poggi (Universidad de Milán, Italia)
- Giovanni B. Ratti (Universidad de Génova, Italia)
- Andrés Rosler (Universidad de Buenos Aires, CONICET)
- Rodrigo Sánchez Brígido (Universidad Blas Pascal, Córdoba)
- Hugo Seleme (Universidad Nacional de Córdoba, CONICET)
- Aldo Schiavello (Universidad de Palermo, Italia)
- Tobías Schleider (Universidad Nacional de Mar del Plata)
- Sebastián Torres (Universidad Nacional de Córdoba)
- Giovanni Tuzet (Universidad Bocconi, Milán)

#### Del año 2020 a la actualidad
Comité Científico
- Andrés Bouzat (Universidad Nacional del Sur, Bahía Blanca, Argentina)
- Susanna Pozzolo (Universidad de Brescia, Italia)
- Francisca Pou Giménez (Universidad Nacional Autónoma de México, México)
- Pierluigi Chiassoni (Universidad de Génova, Italia)
- Cristina Redondo (Conicet, Argentina)
- José Peralta (Universidad Nacional de Córdoba, Argentina)

Consejo Editorial
- Juan Cumiz (Universidad Nacional del Sur, Bahía Blanca, Argentina)
- Valeria Trotti (Universidad Nacional de Córdoba, Argentina)
- Natalia Scavuzzo (Università di Genova, Italia)
- Diego Dei Vecchi (Universitat de Girona, España)

Editores de sección
Discusiones: Cortes.
- Flavia Carbonell (Universidad de Chile)
- Carolina Vergel (Universidad Externado de Colombia)

Discusiones: Libros.
- Janaina Roland Matida (Universidad Alberto Hurtado, Chile)
- Lorena Ramírez (Universidad Pompeu Fabra, España)

Discusiones: Balance
- Laura Manrique (Conicet, Argentina)
- Pablo Rapetti (Instituto Tecnológico Autónomo de México, México)